# Konkurs Trójek PLK 2010
Konkurs Trójek PLK 2010 – konkurs rzutów za trzy punkty, odbywający się 10 lutego 2010 w Lublinie, podczas Meczu Gwiazd PLK 2010. Zwycięzcą został Polak Andrzej Pluta, który w finale pokonał rodaka Tomasza Celeja.

## Rozgrywka

### Uczestnicy
- Andrzej Pluta
- Tomasz Celej
- Mantas Česnauskis
- Eddie Miller
- Michał Wołoszyn

### Wyniki
| Miejsce | Zawodnik          | Trafione rzuty |
| ------- | ----------------- | -------------- |
| 1.      | Andrzej Pluta     | 26             |
| 2.      | Tomasz Celej      | 21             |
| 3.      | Mantas Česnauskis | 16             |
| 4.      | Eddie Miller      | 15             |
| 5.      | Michał Wołoszyn   | 9              |